# La Meurtrière
Pour plus de détails, voir Fiche technique et Distribution.
La Meurtrière (Η Φόνισσα (I Fonissa)) est un film grec réalisé par Costas Ferris et sorti en 1974.
La couleur (alternance de noir et blanc et de couleurs) et de la profondeur de champ y sont utilisées pour exposer l'état d'esprit des personnages : le spectateur n'a accès qu'à leur perception de la réalité. Le film est adapté du roman éponyme d'Alexandre Papadiamantis, paru en 1903 et traduit en français en 1972 par Michel Saunier sous le titre Les Petites Filles et la Mort. 

## Synopsis
Une grand-mère se penche sur le berceau de sa petite-fille qui vient de naître. Elle se souvient alors de toutes les souffrances qu'elle a endurées au cours de sa vie de la part d'hommes violents, et décide de tuer le nouveau-né. Ce meurtre sera suivi par celui de quatre autres fillettes dans le village, dans l'idée de leur épargner ce qu'elle a vécu. 
Bientôt poursuivie par les autorités, elle fuit vers la mer où elle meurt noyée.

## Fiche technique
- Titre : La Meurtrière
- Titre original : Η Φόνισσα (I Fonissa)
- Réalisation : Costas Ferris
- Scénario : Costas Ferris et Dimos Theos à partir d'Alexandre Papadiamandis
- Direction artistique :
- Décors : Tasos Zographos
- Costumes : Tasos Zographos
- Photographie : Stavros Chasapis
- Son :
- Montage : Gianna Spyropoulou
- Musique : Stavros Logaridis
- Production :  Milly Gregou
- Société(s) de production : Semeli Films
- Pays d'origine :  Grèce
- Langue : grec
- Format :  Couleurs / Mono
- Genre :
- Durée : 90 minutes
- Dates de sortie : 1974

## Distribution
- Maria Alkeou
- Demetra Zeza
- Pheobus Taxiarhis
- Natalia Alkeou
- Elpidoforos Kotsis
- Manos Katrakis

## Récompenses
Festival du cinéma grec 1974 Thessalonique : meilleur réalisateur et meilleure actrice